# نصب مايوداي العظمى

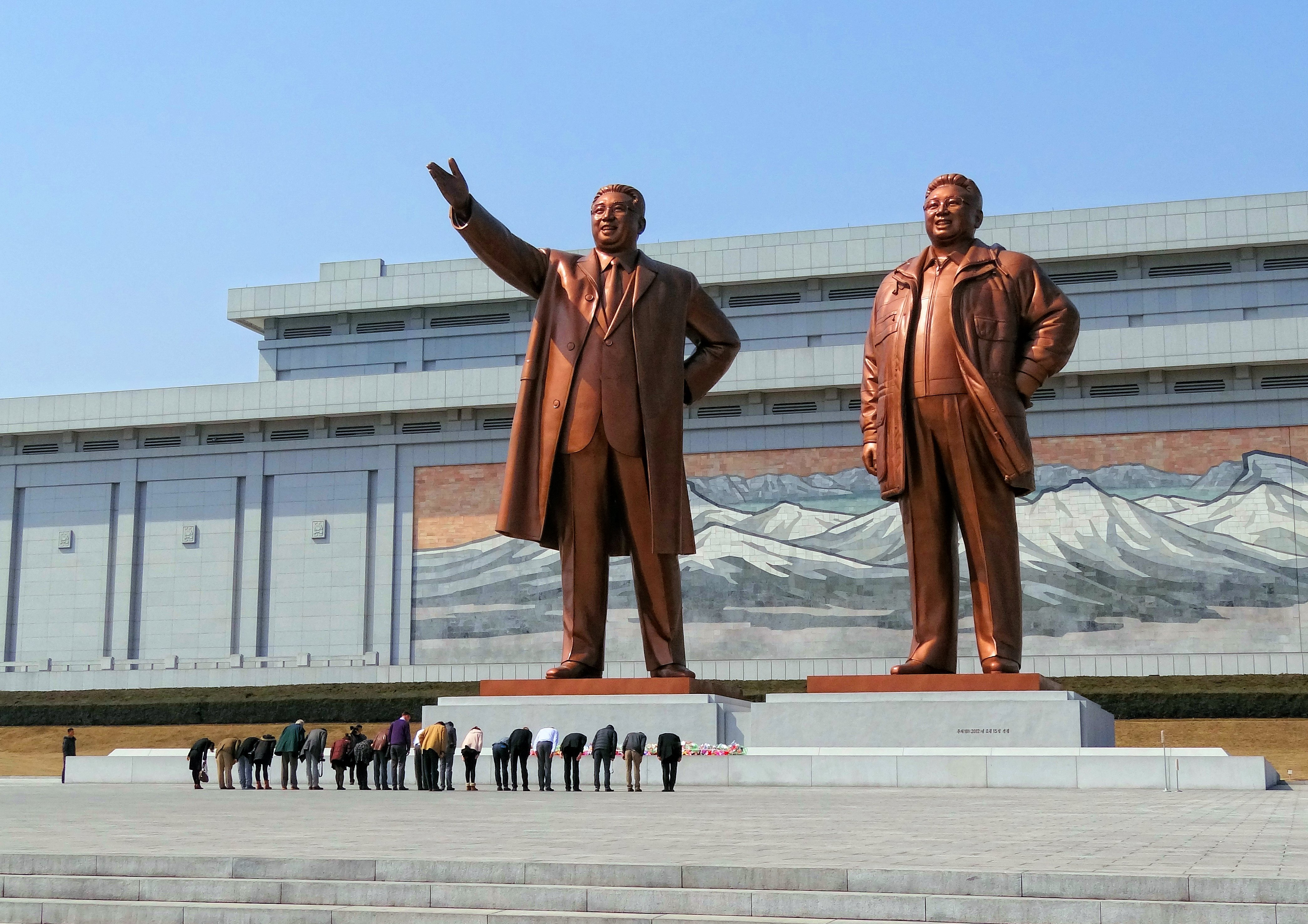
نصب مايوداي العظمى تجمع مابين مؤسس كوريا الشمالية كيم إيل سونغ والزعيم الراحل كيم جونغ إل

نُصُب مانسوداي العظمى (هانغل: 만수대대기념비; هانجا: 萬壽臺大紀念碑)، هي مجموعة من النُصُب التذكارية في العاصمة الكورية الشمالية بيونغيانغ، تجمع بين تمثالين بطول 20 متر (66 قدم)، يعودان إلى الزعيمين الراحلين لكوريا الشمالية، تمثال كيم إل سونغ الذي شيد سنة 1972م و تمثال كيم جونغ إل الذي تم تشييده سنة 2012م. بجانب هذه التماثيل، يضم المجمع ما مجموعه 229 تمثال لشخصيات من تاريخ النضال الثوري للشعب الكوري.

## تاريخ
تم تخصيص النصب في الأصل في أبريل 1972 تكريماً لعيد ميلاد كم إل سونغ الستين. في ذلك الوقت، كان النصب التذكاري يعرض فقط كم إل سونغ. تم تغطية التمثال في البداية بصفائح ذهبية، ولكن تم تعديلها لاحقًا إلى البرونز. 
بعد وفاة كيم جونغ إل في عام 2011، تم تشييد تمثال مماثل له على الجانب الشمالي من تمثال كم إل سونغ. في الوقت نفسه، تم تغيير تمثال كم إل سونغ لتصويره مبتسماً وفي سنٍ متأخرة. ظهر تمثال كيم جونغ إل في البداية مرتدياً معطفًا طويلًا ولكن تم تغييره بسرعة إلى سترة، التي كان غالباً ما يظهر فيها.  قدرت بعض المصادر من كوريا الجنوبية تكلفة التمثال الإضافي بـ 10 ملايين دولار، مع إجبار عمال كوريا الشمالية في الخارج على التبرع بـ 150 دولارًا من كل عامل. 

## الوصف

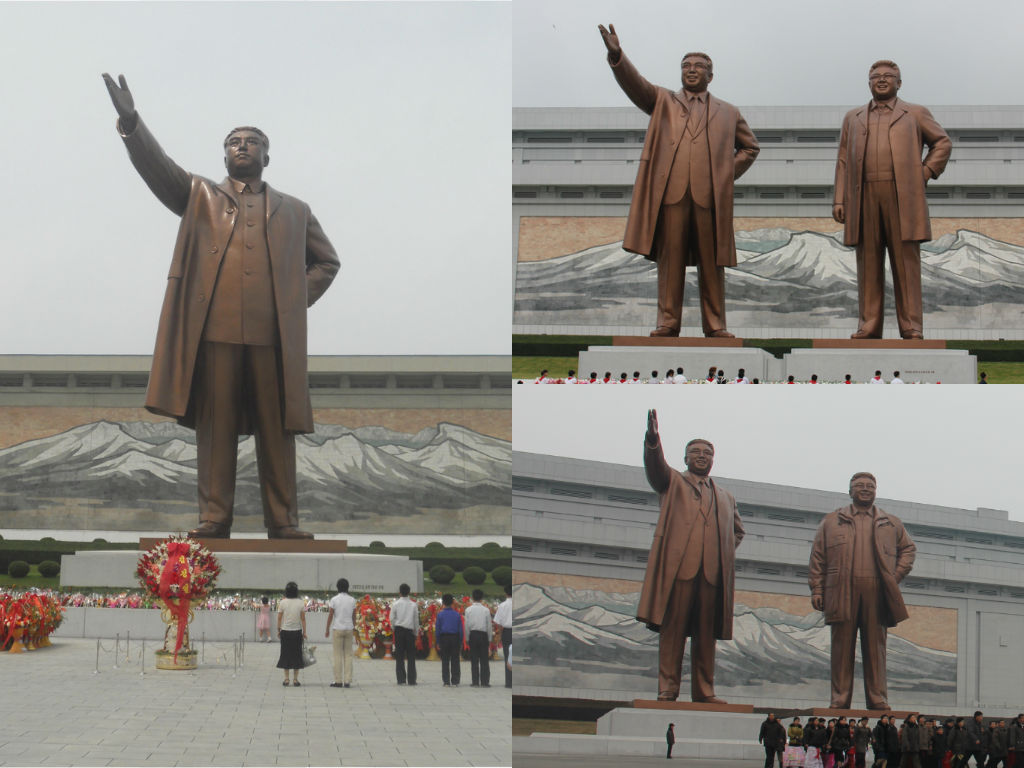
النصب التذكاري عبر الزمن:
يساراً: صورة من عام 2010 للتمثال الأصلي لكيم إيل سونغ وهو شاب، يرتدي معطفاً وزيّ ماو.
أعلى اليمين: صورة من عام 2012 تُظهر التمثال المُحدث لكيم إيل سونغ كمُسن مبتسم يرتدي بدلة غربية، بالإضافة إلى تمثال جديد لكيم جونغ إيل.
أسفل اليمين: صورة من عام 2014 تُظهر كيم جونغ إيل وهو يرتدي سترة باركا جديدة.

خلف التمثالين المركزيين تقع جدار مبنى متحف الثورة الكورية، وتُعرض عليه لوحة جدارية فسيفسائية تُصوّر مشهداً من جبل بايكتو، الذي يُعد الجبل المقدس للثورة الكورية. وعلى جانبي التمثالين، يمتدان بعيداً عن المبنى نصبان تذكاريان يتألفان من تماثيل لجنود وعمال وفلاحين مختلفين في كفاحهم الثوري ضد الاحتلال الياباني وفي الثورة الاشتراكية. ويبلغ متوسط ارتفاع الشخصيات البشرية المصوّرة على هذه النُصُب نحو 5 م (16 قدم).
تصف إحدى المواقع الرسمية الكورية الشمالية ذلك كما يلي:
| نصب مايوداي العظمى | تُجسد المنحوتات الجماعية بشكل شامل التاريخ الخالد للنضال الثوري للشعب الكوري الذي لم يعرف سوى النصر والمجد تحت القيادة الحكيمة للقائدين العظيمين. ليس فقط في الأعياد الوطنية وأيام الذكرى، بل حتى في الأيام العادية، يزدحم المكان بالناس لتقديم سلال الزهور والزهور أمام التماثيل. وغالباً ما تُشاهد الأزواج الجدد هناك. أما الزوار الأجانب، فهم أيضاً يصعدون التل ليُعربوا عن احترامهم الكبير للقائدين العظيمين. | نصب مايوداي العظمى |

يُتوقّع من جميع زوار الموقع، سواء من المحليين أو الأجانب، الانحناء احتراماً. ويُطلب من السكان المحليين وضع الزهور كدليل على الاحترام، بينما يُمنح الأجانب خيار القيام بذلك. يُسمح بالتقاط صور للتماثيل، ولكن يجب أن تُظهر الصور التماثيل كاملة.  أمّا التقاط صور مقرّبة لأي جزء من تماثيل القادة فهو ممنوع تماماً.